# Fresia

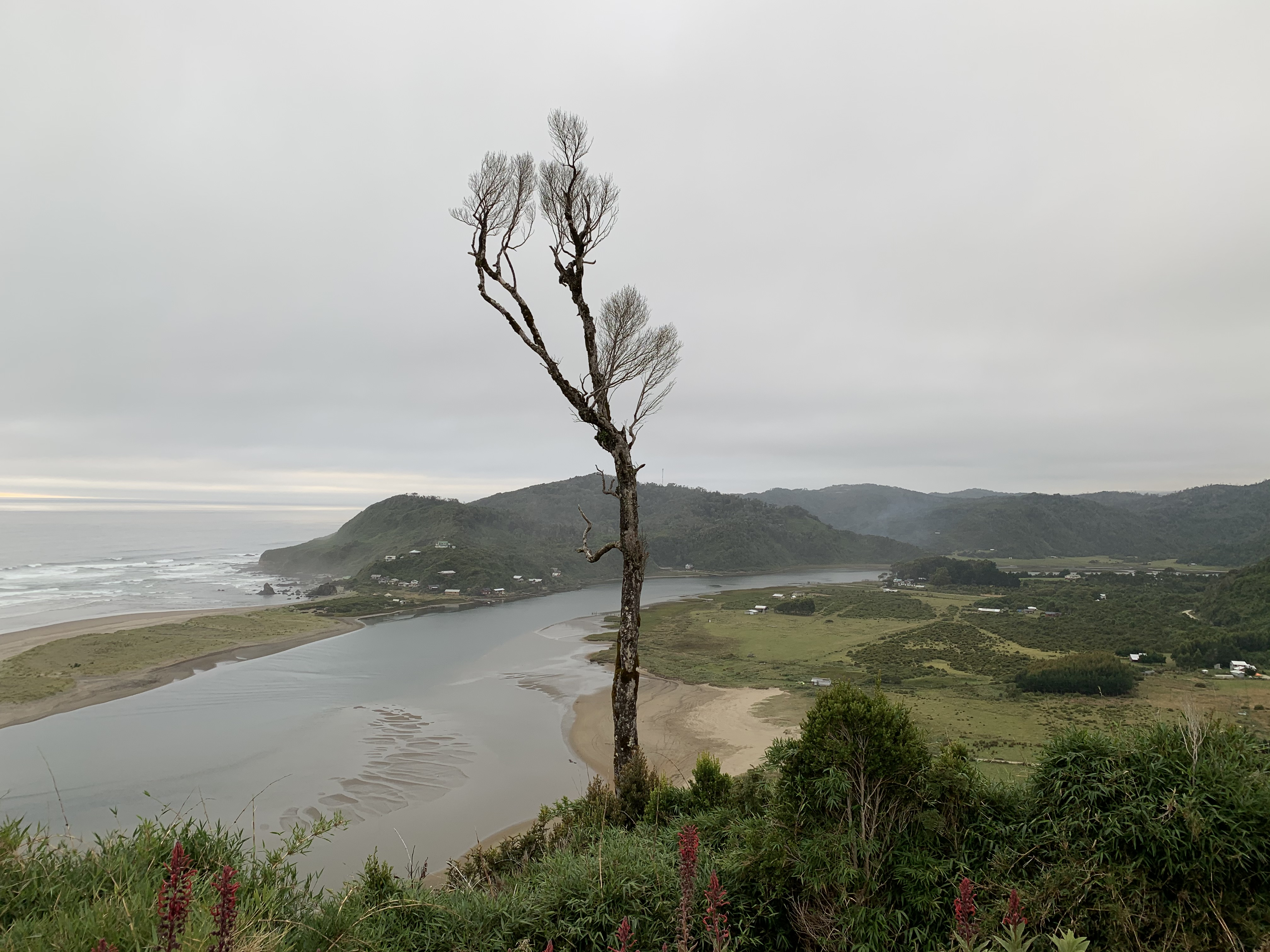
Vista desde lo alto al balneario de Llico Bajo en la comuna de Fresia, región de Los Lagos.

Fresia es una comuna de la provincia de Llanquihue, en la región de Los Lagos, en la zona sur de Chile. Limita al norte con Purranque, al este con Llanquihue y Frutillar, al sur con Los Muermos y al oeste con el océano Pacífico. Cuenta con una población, al 2017, de 12 261 habitantes. Se destaca por su gran plaza y por una iglesia de arquitectura moderna.

## Toponimia
El pueblo de Fresia se ubica en lo que hasta las primeras décadas del siglo XX se conoció como Fundo Las Beatas. La adopción del nombre actual responde, según la tradición oral, a una solicitud del presidente Carlos Ibáñez del Campo, quien a cambio de dar su aprobación a la creación de la comuna, solicitó que se le diera el nombre de Fresia, en recuerdo de una hija suya fallecida a temprana edad.
En términos históricos el nombre de Fresia proviene del atribuido a la esposa de Caupolicán, líder mapuche durante la Guerra de Arauco.

## Historia
El territorio de la comuna fue paso obligado del Camino Real, vía terrestre construida a fines del siglo XVIII durante el periodo colonial, en el lado oriental de la cordillera Pelada y de la cordillera del Sarao, con la finalidad de conectar Valdivia con el archipiélago de Chiloé.
En Fresia tuvo lugar un importante acontecimiento histórico relacionado con la Independencia de Chile. El 6 de marzo de 1820, en la hacienda El Toro, ubicada en el sector denominado Polizones, se enfrentaron en un combate las fuerzas patriotas contra las fuerzas realistas, que huían de Valdivia hacia Chiloé, luego de que los patriotas lograran tomar Valdivia comandados por el almirante lord Thomas Cochrane. Esta persecución terminó con el triunfo de los patriotas, quienes casi aniquilaron a los realistas en fuga, los sobrevivientes lograron huir y refugiarse en el archipiélago de Chiloé, último bastión español en Sudamérica que sería conquistado seis años después.
La comuna de Fresia fue creada el 30 de diciembre de 1927 —mediante el decreto N.º 8583— bajo el primer gobierno de Carlos Ibáñez del Campo, quien como parte de su programa de gobierno, impulsaba una nueva división política administrativa del país, con el fin de responder a las necesidades de sectores que adquirían creciente importancia. Hasta entonces había dependido de Maullín y de la Intendencia de Chiloé.
Acogiendo una petición del Intendente de Chiloé, don Emilio Günther, el presidente Ibáñez nombró a la primera Junta de Vecinos «para que tenga a su cargo la administración de los servicios municipales de la comuna de Fresia».
El 13 de febrero de 1928 se conformó la primera junta de vecinos o junta de alcaldes, recayendo la nominación en los vecinos Teodoro Schaefer, Nicolás Añazco y Juan Schnettler.
El primer alcalde elegido democráticamente fue Nicolás Añazco en el año 1935. A la fecha se han desempeñado 20 alcaldes.
En noviembre de 1935 se inauguró la estación de ferrocarriles de Fresia, del ramal Corte Alto-Los Muermos.

## Medio ambiente

### Geomorfología y componentes abióticos

Trazado simplificado de los ecosistemas y cuerpos de agua presentes en la comuna de Fresia.

La comuna de Fresia se encuentra emplazada en las unidades geomorfológicas de Planicie marina o fluviomarina, Llano central con morrenas y conos y Cordillera de la costa; y presenta según la clasificación climática de Köppen clima templado lluvioso (Cfb), clima templado lluvioso con leve sequedad estival (Cfb (s)), clima templado lluvioso con leve sequedad estival e influencia costera (Cfb (s) (i)), clima templado lluvioso e influencia costera (Cfb (i)) y clima templado lluvioso frío con leve sequedad estival (Cfc (s)). Esta además se halla entre las cuencas hidrográficas de Cuencas e islas entre río Bueno y río Puelo y río Bueno. Además, la comuna posee diversos cuerpos de agua, entre los que se destacan la laguna Las Ortigas; y río Amancayes, río Blanco, río Canal, río Capitanes, río de Las Caulles, río Guayusca, río Hueyusca, río La Esperanza, río Llico, río Marilan, río Norte, río Parga, río Pato, río Pescado, río San Juan, río San Juanito, río Toro y río Traiguén.

### Componentes bióticos
Dentro del territorio de la comuna se pueden hallar los siguientes ecosistemas:
- Bosque caducifolio templado donde predominan Nothofagus obliqua y Laurelia sempervirens (En peligro)
- Bosque laurifolio templado costero donde predominan Weinmannia trichosperma y Laureliopsis philippiana (Preocupación menor)
- Bosque laurifolio templado interior donde predominan Nothofagus dombeyi y Eucryphia cordifolia (Preocupación menor)
- Bosque resinoso templado costero donde predomina Fitzroya cupressoides (Preocupación menor)

### Medidas de protección ambiental y conflictos socioambientales
Hasta 2022, la comuna de Fresia cuenta con las siguientes zonas que cuentan con algún nivel de protección ambiental:
- Cordillera de la costa (Sitios Ley 19.300)[14]
- La Vega (Iniciativa de Conservación Privada)[15]

## Demografía
Según el censo chileno de 2017, la comuna cuenta con 12 261 habitantes, de los cuales 6181 son hombres y 6080 mujeres. El 59,8 % de la población vive en zonas urbanas.

### Localidades
- Fresia: centro urbano, 7328 habitantes.[16]
- Tegualda: 657 habitantes.
- Colonia La Isla: 258 habitantes.
- Parga: 238 habitantes.
- Las Beatas: 94 habitantes.
- Polizones: 68 habitantes.

## Administración política

### Municipalidad
La Municipalidad de Fresia es dirigida por el alcalde José Miguel Cárdenas Barría. El concejo municipal está integrado—para el periodo 2024-2028— por los concejales:
- Yoanna Ovando Nopai (PS)
- Carlos Alarcón Alarcón (RN)
- Cesar Muñoz Nieto (RN)
- Soledad Barría Antilef (IND-DC)
- José Alvarado Pacheco (REP)
- Karin Altamirano Ortega (UDI)

La comuna de Fresia pertenece al distrito electoral N.º 25 y a la XIII circunscripción senatorial (Los Lagos).
Es representada en la Cámara de Diputados —para el periodo 2022-2026— por los diputados Emilia Nuyado Ancapichún (PS), Daniel Lilayu Vivanco (UDI), Harry Jürgensen Rundshagen (RN) y Héctor Barría Angulo (DC)
En el Senado es representada por los senadores Fidel Espinoza Sandoval (PS), raspado de olla Iván Moreira Barros (UDI) y Carlos Ignacio Kuschel Silva (RN)
En el Consejo Regional de la Región de Los Lagos es representada por los siguientes consejeros (2018-2022): Manuel Rivera Altamirano (PS), Valentina Álvarez Nieto (Independiente), Jaime Brahm Barril (RN), Juan Cárcamo Cárcamo (DC), Ricardo Kuschel Silva (RN) y Juan Ortíz Bohle (UDI).

## Economía
En 2018, la cantidad de empresas registradas en Fresia fue de 161. El Índice de Complejidad Económica (ECI) en el mismo año fue de -0,44, mientras que las actividades económicas con mayor índice de Ventaja Comparativa Revelada (RCA) fueron Municipalidades (993,71), Cría de Ganado Bovino para Producción Lechera (236,66) y Servicio de Corte y Enfardado de Forraje (229,59).

## Servicios públicos

### Biblioteca Pública 363 de Fresia
La Biblioteca Pública 363 de Fresia fue inaugurada en 2004 naciendo de una necesidad real de la Comuna por tener un lugar de referencia confiable y acogedora para sus usuarios.
Desde ese entonces esta ha crecido considerablemente en cuanto a infraestructura, material bibliográfico y desde octubre de 2007 material tecnológico, implementando el Programa BiblioRedes, el cual permite, entre otras cosas, dar acceso a Internet y Capacitación en diferentes Módulos de manera gratuita a la Comunidad, la cual ha tenido una excelente recepción por parte de los usuarios.

## Medios de comunicación

### Radioemisoras
FM
- 93.3 MHz - Radio Nuevo Amanecer
- 94.7 MHz - Radio Azúcar
- 96.3 MHz - Radio San Gabriel
- 107.1 MHz - Radio Restauración
- 107.5 MHz - Radio Fresia FM

Portal web de noticias
FresiaAhora.cl 
Canal de televisión:
FresiaTV - Red paragonia Ip

## Personajes destacados
- Isaac Díaz futbolista del Club Social de Deportes Rangers, apodado el "Torito de Fresia".